# TLS 1.3
TLS 1.3 — версия протокола защиты транспортного уровня (англ. Transport Layer Security), являющаяся седьмой итерацией протокола TLS и его предшественника SSL (англ. Secure Sockets Layer). Протокол предназначен для защиты передаваемых данных между узлами сети, а именно предоставление шифрования, аутентификации и целостности соединения.
Версия 1.3 была утверждена в качестве стандарта 9 августа 2018 года Инженерным советом Интернета (англ. Internet Engineering Task Force, IETF).

## Установка соединения в TLS 1.3
Процедура установки соединения также называется фазой рукопожатия (англ. Handshake). Данная процедура была модифицирована в версии 1.3 и значительно сократила время работы. TLS 1.3 необходима только одна передача в оба конца для установки соединения. В новой версии TLS 1.3 количество переговоров между клиентом и сервером сократилось с четырёх до двух, обмен ключами и схема цифровой подписи через расширение больше не требуются.

### Возобновление сеанса 0-RTT
Также в TLS 1.3 была включена система рукопожатий 0-RTT, которая требует ноль циклов для установки соединения . Клиент имеет возможность подключиться к уже посещённому серверу ещё до разрешения от TLS 1.3 обмена данными. Это происходит путём хранения секретной информации, такой как идентификатор сеанса или билеты предыдущих сеансов. Данная система имеет несколько недостатков в безопасности, о которых рассказано в соответствующем разделе.

### Схема установки соединения в TLS 1.3
- Клиент посылает сообщение ClientHello, состоящее из:[5]
  1. Открытый ключ клиента key_share, полученный по протоколу Диффи-Хеллмана или идентификаторы секретных ключей pre_shared_key, если используется шифрование по заранее заданному секретному ключу, известному обоим узлам сети;
  2. Предполагаемый режим обмена секретными ключами psk_key_exchange_modes;
  3. Модель алгоритма цифровой подписи signature_algorithms.
- Сервер отвечает следующими сообщениями:
  1. Ответная часть открытого ключа key_share или выбранный идентификатор секретного ключа pre_shared_key;
  2. Серверное сообщение EncryptedExtensions для передачи в зашифрованном виде дополнения, включающие в себя параметры тонкой настройки;
  3. При необходимости аутентификации, серверное сообщение CertificateRequest для получения клиентского сертификата;
  4. Сертификат сервера Certificate
  5. Сообщение Certificate_verify, которое содержит цифровой сертификат сервера;
  6. Сообщение о завершении процедуры рукопожатия Finished
- Клиент проверяет сертификат сервера, генерирует итоговый секретный ключ (в случае выбора данного способа генерации) и отправляет сообщения:
  1. Сообщение о завершении процедуры рукопожатия Finished (формальная отправка для подтверждения);
  2. В случае запроса клиентского сертификата отправляет свой сертификат Certificate;
  3. Зашифрованное сообщение (с этого момента происходит шифрование данных).

### Особенности процедуры Handshake TLS 1.3
- Узлы при первой возможности переходят к зашифрованному виду и практически все сообщения в Handshake получаются зашифрованными;
- Добавлено серверное сообщение Encrypted Extensions, включающее в себя дополнительные параметры в зашифрованном виде[6];
- Экономия целого полного цикла общения клиента и сервера и как следствие уменьшение времени работы процедуры минимум на 100 миллисекунд.

## Улучшения безопасности TLS 1.3
В TLS 1.3 были удалены устаревшие и небезопасные функции, которые присутствовали в предыдущих версиях, такие как:
- Алгоритмы шифрования DES и 3DES;
- Алгоритмы хэширования MD5 и SHA-1;
- Export-шифры и шифр RC4;
- Блочный шифр AES в режиме CBC (Cipher Block Chaining).

В новой версии TLS было реализовано свойство Perfect Forward Secrecy, дающее гарантию некомпрометации сеансового ключа без обязательного обмена ключами протоколом RSA. Уменьшена потенциальная вероятность неправильной настройки протокола из-за его упрощения с точки зрения администрирования. Как писалось ранее, общение межу узлами сети почти сразу происходит в зашифрованном виде, благодаря чему увеличивается криптонадежность протокола.
Кроме этого, в новой версии поддерживается протокол шифрования HCDH и может не затрагивать протокол обмена ключами на основе протокола DH.

## Уязвимости TLS 1.3
В новой версии протокола исправлено большинство недостатков и уязвимостей предыдущих версий, однако на данный момент обнаружено несколько уязвимостей в безопасности:
1. Существует несколько проблем безопасности в сеансах возобновления 0-RTT:
  - Отсутствие полной прямой секретности. То есть в случае компрометации ключей сеанса, злоумышленник может расшифровать данные 0-RTT, отправленные клиентом на первом этапе. Данная проблема решается постоянным изменением ключей сеанса[10].
  - Отсутствие гарантии запрета повторного подключения. Если злоумышленнику каким-то образом удастся завладеть вашими зашифрованными данными 0-RTT, он может обмануть сервер и заставить его поверить в то, что запрос пришёл с сервера, поскольку у него нет возможности узнать, откуда пришли данные. Отправка подобных запросов несколько раз называется атака повторного воспроизведения.
2. Неполный отказ от RSA, из-за которого появляется возможность скомпрометировать обмен ключами через утекающие процессорные кэши. Данная уязвимость была использована для проведения новой вариации атаки Блейхенбахера, которая была изложена группой специалистов в статье.
3. Уязвимость при работе с функционалом URL программного обеспечения Cisco Firepower Threat Defense. Злоумышленник может без прохождения проверки подлинности обойти блокировку трафика для определённых URL-адресов[11]. Злоумышленник может воспользоваться этой уязвимостью, отправив созданные подключения TLS 1.3 на уязвимое устройство. Успешный эксплойт может позволить злоумышленнику обойти защиту TLS 1.3 и получить доступ к URL-адресам, которые находятся за пределами уязвимого устройства. Уязвимость вызвана логичной ошибкой обработки Snort-соединений в протоколе TLS 1.3.
4. Зачастую оба узла соединения поддерживают старую версию TLS с набором шифров, поддерживающим обмен ключами RSA. Используя этот факт, злоумышленник может внедрить вредоносный JavaScript файл в браузер клиента через вредоносную точку доступа по типу Wi-Fi. Внедрённый файл создаёт специальный HTTPS-запрос, включающий в себя обход посредника для прослушивания зашифрованных данных[12]. Данная уязвимость даёт возможность проведения криптографических атак Zombie POODLE и GOLDENDOODLE Attack[12].

## Совместимость с предыдущими версиями

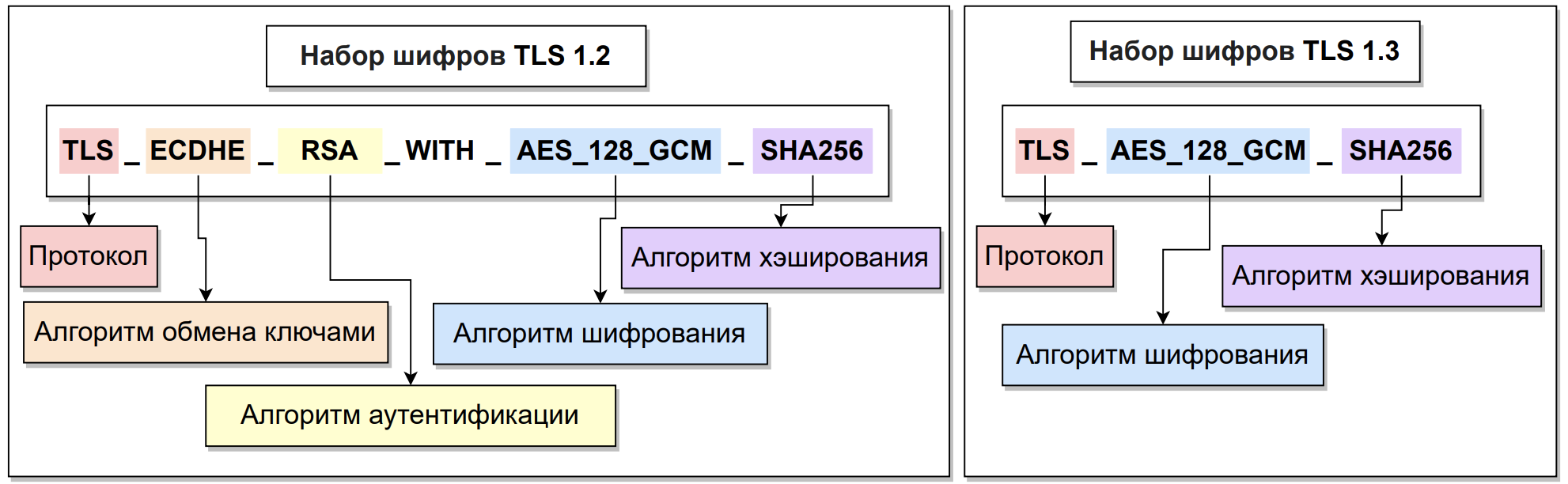
Наборов шифров для TLS 1.2 и 1.3

В версии TLS 1.3 набор шифров (Cipher Suites) был существенно уменьшен по сравнению с версией TLS 1.2 и принадлежит классу шифров AEAD. Данные наборы регистрируются и хранятся в специальном реестре TLS IANA, в котором присваивается уникальный идентификационные номер. Из-за этого у протокола версии 1.3 отсутствует обратная совместимость с более ранними версиями даже при использовании одинаковых наборов шифров.
Доступные наборы шифров для TLS 1.3:
- TLS_AES_128_CCM_SHA256
- TLS_AES_256_GCM_SHA384
- TLS_AES_128_GCM_SHA256
- TLS_CHACHA20_POLY1305_SHA256
- TLS_AES_128_CCM_8_SHA256

## Поддерживающие TLS 1.3 версии браузеров
На данный момент протокол TLS 1.3 поддерживается следующими браузерами и версиями:
|                  | Минимальные | Рекомендуемые |
| ---------------- | ----------- | ------------- |
| Google Chrome    | 67          | 70 или выше   |
| Mozilla Firefox  | 60          | 63 или выше   |
| Android Chrome   | 1.3         | в 70 версии   |
| Samsung Internet | 6.2         | 7.2           |